# 罗西廖内
罗西廖内（義大利語：Rossiglione），是意大利热那亚省的一个市镇。总面积47.2平方公里，人口2949人，人口密度62.5人/平方公里（2009年）。ISTAT代码为010051。